# Tagliapietra
I Tagliapietra furono una famiglia patrizia veneziana, ascritta al patriziato fra le cosiddette Casade Novissime.

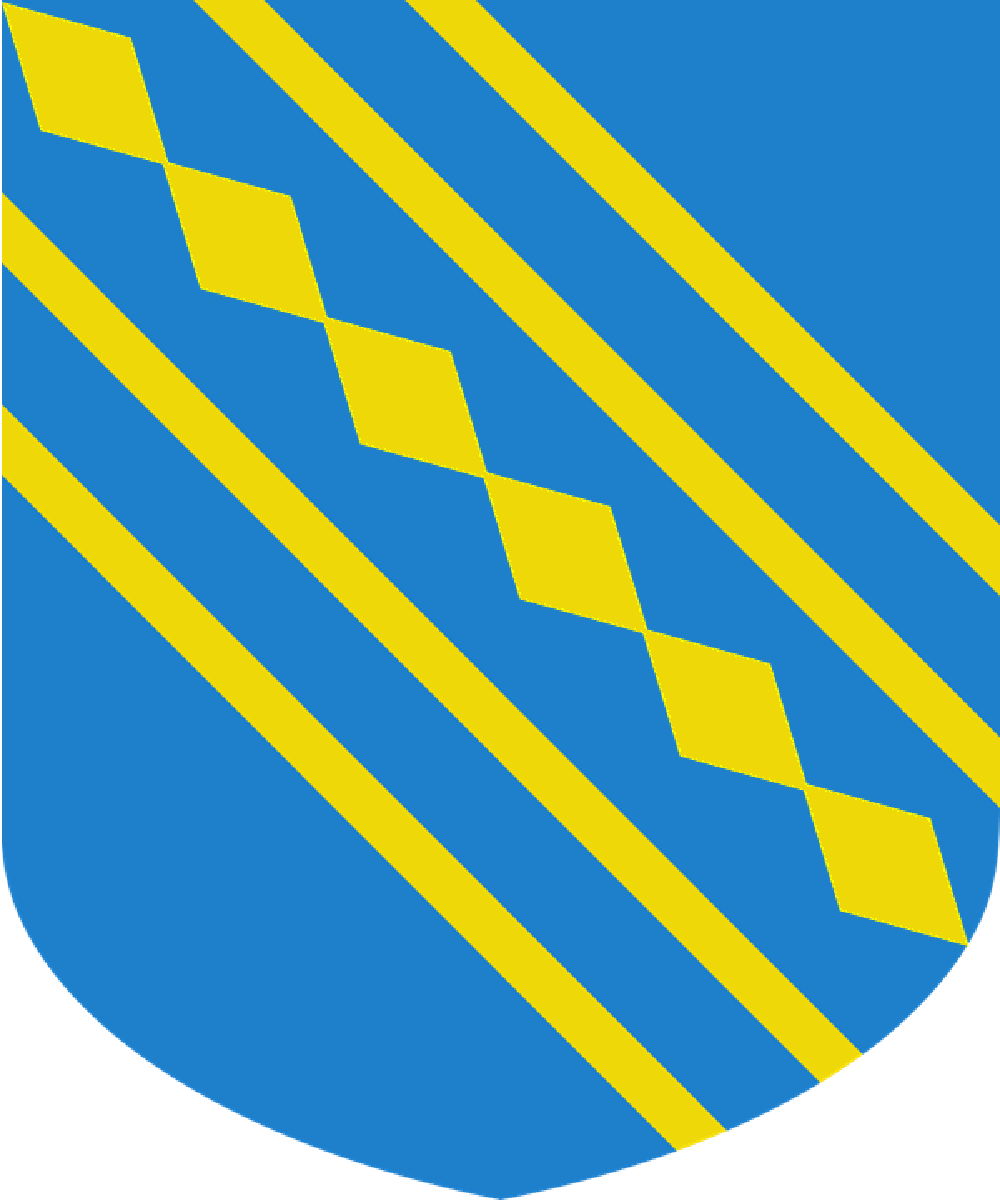
Stemma Tagliapietra

## Storia
Secondo la tradizione, questo nobile casato si trasferì da Burano a Rialto, dove diede alla città antichi tribuni. Membri dell'antico Consilium cittadino, i Tagliapietra furono tra le famiglie incluse dal Maggior Consiglio all'epoca della serrata del 1297, benché un ramo ne fosse rimasto escluso; successivamente, tuttavia, anche quest'ultimo vi fu riammesso a seguito dell'aiuto prestato alla Repubblica durante la guerra di Chioggia.
Altre fonti, invece, li vogliono originari dell'Istria, da dove giunsero in laguna tra i primi abitanti, esercitando mestieri manuali. Qui, a seguito della guerra contro i genovesi, furono ascritti al patriziato nelle persone di Natale Tagliapietra e di suo figlio Nicolò.
Tra i membri più illustri della famiglia si ricorda Contessa Tagliapietra, proclamata beata dalla Chiesa cattolica per la santità della propria vita, il cui corpo riposa ancora oggi in San Maurizio.

## Membri illustri
- Francesco Tagliapietra (XIV secolo), ecclesiastico, fu vescovo di Torcello tra il 1303 e il 1312.